# Rebekka Bakken
Rebekka Bakken (Oslo, 1970. április 4. –) norvég dzsesszénekesnő. Három oktávot átfogó hangterjedelme és változatos kifejezőképessége a népzene, a popzene és a dzsessz világában a 21. század elején a skandináv dzsesszénekesnők új generációjának egyik legsikeresebb képviselőjévé tette (Silje Nergaard, Sidsel Endresen, Viktoria Tolstoy és Solveig Slettahjell mellett).

## Pályafutása
Norvégiában, egy Oslo közeli kis faluban nőtt fel. Zenei tehetsége már gyerekkorában is megmutatkozott: hegedűn és zongorán játszott, népdalokat és egyházi énekeket énekelt. Tizenévesként norvég R&B-, rock- és funkegyüttesek énekeseként szerzett tapasztalatot.
Filozófiai és közgazdasági tanulmányai megszakítása után 1995-ben New Yorkba költözött, hogy énekespályafutásának szentelje magát. Itt kezdett saját dalokat és szövegeket írni, miközben egyre erősebb hatással volt rá a dzsessz. Az 1990-es évek végén ismerte meg az osztrák dzsesszgitárost, Wolfgang Muthspielt. 2001-es és 2002-es közös albumaik szélesebb körben ismertté tették Rebekka Bakkent. Ugyancsak New Yorkban ismerte meg Julia Hülsmann német zongoristát, akivel 2003-ban kiadták a Scattering Poems című lemezt, amelyen E. E. Cummings amerikai költő verseit dolgozzák fel. Ugyanebben az évben elhagyta New Yorkot, és Bécsbe költözött.
Annak ellenére, hogy zenéje nagyrészt a dzsesszből táplálkozik, és általában ide is sorolják be, ő nem tekinti magát dzsesszénekesnőnek.

## Diszkográfia
- 2003: The Art of How to Fall
- 2005: Is That You?
- 2006: I Keep My Cool
- 2009: Morning Hours
- 2011: September
- 2014: Little Drop of Poison
- 2016: Most Personal
- 2018: Things You Leave Behind
- 2020: Winter Nights
- 2023: Always On My Mind

### Julia Hülsmann-nal
- 2003: Scattering Poems

### Wolfgang Muthspiellel
- 2001: Daily Mirror
- 2001: Daily Mirror Reflected (Remixes)
- 2002: Beloved